# Alejandro Chabán
Alejandro José Chabán Rodríguez (Maturín, 20 de agosto de 1981) es un escritor y actor venezolano.

## Trayectoria profesional
Ha realizado tanto producciones en inglés como en español. Sus créditos incluyen The Notorious Bettie Page y papeles como invitado estelar en Monk y El Mentalista. También ha aparecido en Telemundo en series como Prisionera, Decisiones y en la telenovela El rostro de Analía, junto a Elizabeth Gutiérrez, Martín Karpan, Maritza Rodríguez y Gabriel Porras. 
Es el presentador y productor ejecutivo de su propio reality show en Internet titulado Yes You Can with Chabán (Sí se puede con Chabán) disponible en el canal de YouTube NuevOn. Presentó el segmento semanal Sí se puede en el programa Despierta América, transmitido por la cadena Univisión.
En 2012 creó Chabán Wellness y lanzó su sitio web yesyoucandietplan.com, dedicado a ofrecer productos nutricionales, consejos, motivación y apoyo para ayudar a aquellos que quieren bajar de peso.

## Telenovelas
- Eva Luna (2011) - Tony Santana
- El rostro de Analía (2008-2009) - Miguel Andrade Palacios
- Decisiones (2006-2007) - Gerardo/Luis
- La ley del silencio (2005) - Tomás (1 capítulo)
- Prisionera (2004) - Rolando "Rony" Simancas
- Engañada (2003) - Daniel Viloria Ruiz Montero
- A calzón quita'o (2001-2002) - Amílcar José Almeida
- Viva la Pepa (2000-2001) - Robe

## Series
- El mentalista (2009) - Snake Gallidos (1 capítulo)
- Amores de luna 2: Nuevos caminos (2009) - Carlos Cuevas (1 capítulo)
- 12 Miles of Bad Road (2008) - Julio Vera (2 capítulos)
- Monk (2006) - Pablo Ortiz (1 capítulo)

## Videojuegos
- L.A. Noire (2011) - Gabriel Del Gado (voice)

## Películas
- The Perfect Game (2009) - Javier
- Reservations (2008) - Tito
- Bettie Page: la chica de las revistas (2005) - Armand
- Amor en concreto (2004) - Tony, the boy

## Premios y nominaciones

### People en Español
| Año  | Categoría              | Telenovela | Resultado |
| ---- | ---------------------- | ---------- | --------- |
| 2011 | Mejor actor secundario | Eva Luna   | Nominado  |